# Rodzima Wiara
Rodzima Wiara (que significa "Fé Nativa") é uma organização religiosa polonesa do neopaganismo eslavo, fundada em 1996 por Stanisław Potrzebowski em Wrocław como Zrzeszenie Rodzimej Wiary (que significa "União da Fé Nativa"). 
Zrzeszenie Rodzimej Wiary foi registrado na lista de denominações e igrejas do Ministério do Interior polonês em 4 de março de 1996.  A atividade oficial de organização foi iniciada em 23 de março de 1996 durante o veche (uma assembleia popular eslava tradicional) dos seguidores em Wrocław .
Rodzima Wiara faz parte do Congresso Europeu de Religiões Étnicas e também da Confederação Rodnover . 